# Hycleus svakopensis
Hycleus svakopensis is een keversoort uit de familie van oliekevers (Meloidae). De wetenschappelijke naam van de soort is voor het eerst geldig gepubliceerd in 1940 door Borchmann.